# بارتولومي دي ميدينا
بارتولومي دي ميدينا (بالإسبانية: Bartolomé de Medina)‏ هو اقتصادي وأستاذ جامعي وقانوني إسباني، ولد في 1527 في Medina de Rioseco ‏ في إسبانيا، وتوفي في 1581 في سلامنكا في إسبانيا.

## وصلات خارجية
- بارتولومي دي ميدينا على موقع الموسوعة البريطانية (الإنجليزية)